# Скокомиш (Вашингтон)
Скокомиш (енгл. Skokomish) насељено је место без административног статуса у америчкој савезној држави Вашингтон.

## Демографија
По попису из 2010. године број становника је 617, што је 1 (0,2%) становника више него 2000. године.
| Група             | 2000.       | 2010.      |
| Белци             | 116 (18,8%) | 86 (13,9%) |
| Афроамериканци    | 0 (0,0%)    | 0 (0,0%)   |
| Азијати           | 1 (0,2%)    | 1 (0,2%)   |
| Хиспаноамериканци | 14 (2,3%)   | 34 (5,5%)  |
| Укупно            | 616         | 617        |